# Сайнс, Джон
Джон Сидни «Джонни» Сайнс (англ. John Sidney "Johnny" Sines; 17 августа 1917, Лафейетт, штат Индиана, США — 16 апреля 1978, Сан-Бернардино, штат Калифорния, США) — американский профессиональный баскетболист, завершивший карьеру.

## Ранние годы
Джон Сайнс родился 17 августа 1917 года в городе Лафейетт (штат Индиана), учился там же в одноимённой школе, в которой играл за местную баскетбольную команду.

## Студенческая карьера
В 1938 году окончил Университет Пердью, где в течение трёх лет играл за команду «Пердью Бойлермейкерс», в которой провёл успешную карьеру. При Сайнсе «Бойлермейкерс» два раза выигрывали регулярный чемпионат конференции Big Ten (1936, 1938), но ни разу не выигрывали турнир конференции Big Ten, а также ни разу не выходили в плей-офф студенческого чемпионата США.

## Профессиональная карьера
Играл на позиции лёгкого форварда. В 1938 году Джон Сайнс заключил соглашение с командой «Индианаполис Каутскис», выступавшей в Национальной баскетбольной лиге (НБЛ), в которой провёл всю свою непродолжительную спортивную карьеру. Всего в НБЛ провёл 3 сезона. Сайнс один раз включался в 1-ю сборную всех звёзд НБЛ (1939). Всего за карьеру в НБЛ Джон сыграл 49 игр, в которых набрал 353 очка (в среднем 7,2 за игру). Помимо этого Сайнс в составе «Каутскис» три раза участвовал во Всемирном профессиональном баскетбольном турнире, но без особого успеха.

## Смерть
Во время Второй мировой войны Сайнс три года служил в Военно-морских силах США (1942—1945). Джон Сайнс умер в воскресенье, 16 апреля 1978 года, на 61-м году жизни в городе Сан-Бернардино (штат Калифорния).